# Вармяк (Мазовецьке воєводство)
Вармяк (пол. Warmiak) — село в Польщі, у гміні Лисе Остроленцького повіту Мазовецького воєводства.
Населення — 119 осіб (2011).
У 1975-1998 роках село належало до Остроленцького воєводства.

## Демографія
Демографічна структура станом на 31 березня 2011 року:
|          | Загалом | Допрацездатний вік | Працездатний вік | Постпрацездатний вік |
| -------- | ------- | ------------------ | ---------------- | -------------------- |
| Чоловіки | 67      | 25                 | 39               | 3                    |
| Жінки    | 52      | 13                 | 32               | 7                    |
| Разом    | 119     | 38                 | 71               | 10                   |